# مدار ۳۸ درجه جنوبی
مدار ۳۸ درجه جنوبی، دایره‌ای از عرض جغرافیایی است که در ۳۸ درجهٔ جنوبی خط استوا  قرار دارد.

## گذر از مناطق
از نصف‌النهار مبدأ شروع می‌شود و به سمت مشرق ۳۸ درجه جنوبی از موارد زیر گذر می‌کند:
| مختصات‌ها                                             | کشور، قلمرو یا دریا | توضیحات                                                                                      |
| ---------------------------------------------------- | ------------------- | -------------------------------------------------------------------------------------------- |
| ۳۸°۰′ جنوبی ۰°۰′ شرقی / ۳۸٫۰۰۰°جنوبی ۰٫۰۰۰°شرقی      | اقیانوس اطلس        |                                                                                              |
| ۳۸°۰′ جنوبی ۲۰°۰′ شرقی / ۳۸٫۰۰۰°جنوبی ۲۰٫۰۰۰°شرقی    | اقیانوس هند         | Passing just south of جزیره آمستردام, سرزمین‌های جنوبی و جنوبگانی فرانسه                      |
| ۳۸°۰′ جنوبی ۱۴۰°۳۲′ شرقی / ۳۸٫۰۰۰°جنوبی ۱۴۰٫۵۳۳°شرقی | استرالیا            | استرالیای جنوبی ویکتوریا (استرالیا) - passing through Port Phillip Bay, just south of ملبورن |
| ۳۸°۰′ جنوبی ۱۴۷°۴۲′ شرقی / ۳۸٫۰۰۰°جنوبی ۱۴۷٫۷۰۰°شرقی | اقیانوس آرام        | دریای تاسمان                                                                                 |
| ۳۸°۰′ جنوبی ۱۷۴°۴۷′ شرقی / ۳۸٫۰۰۰°جنوبی ۱۷۴٫۷۸۳°شرقی | نیوزیلند            | جزیره شمالی                                                                                  |
| ۳۸°۰′ جنوبی ۱۷۸°۲۱′ شرقی / ۳۸٫۰۰۰°جنوبی ۱۷۸٫۳۵۰°شرقی | اقیانوس آرام        |                                                                                              |
| ۳۸°۰′ جنوبی ۷۳°۲۸′ غربی / ۳۸٫۰۰۰°جنوبی ۷۳٫۴۶۷°غربی   | شیلی                |                                                                                              |
| ۳۸°۰′ جنوبی ۷۱°۵′ غربی / ۳۸٫۰۰۰°جنوبی ۷۱٫۰۸۳°غربی    | آرژانتین            |                                                                                              |
| ۳۸°۰′ جنوبی ۵۷°۳۳′ غربی / ۳۸٫۰۰۰°جنوبی ۵۷٫۵۵۰°غربی   | اقیانوس اطلس        |                                                                                              |